# Збройні сили Руанди
Сили оборони Руанди (руанд. Ingabo z'u Rwanda; англ. Rwanda Defence Force; фр. Forces rwandaises de défense; суах. Nguvu ya Ulinzi ya Watu wa Rwanda) — сукупність військ Республіки Руанда, призначена для захисту свободи, незалежності і територіальної цілісності держави. Складаються з сухопутних військ та повітряних сил.

## Склад збройних сил

### Сухопутні війська
| Тип                      | Модель                | Країна  | Фото | Кількість |
| ------------------------ | --------------------- | ------- | ---- | --------- |
| Танк                     | T-54/55               | СРСР    |      | 34        |
| БМП                      | Ratel IFV             | ПАР     |      | 35        |
| БМП                      | БМП-1                 | СРСР    |      | ?         |
| БМП                      | RG-31 Nyala           | ПАР     |      | 36        |
| БТР                      | WZ-551                | КНР     |      | 20        |
| БТР                      | Panhard M3            | Франція |      | 16        |
| БТР                      | БТР-60                | СРСР    |      | ?         |
| Бронеавтомобіль          | Véhicule Blindé Léger | Франція |      | 16        |
| Бронеавтомобіль          | Panhard AML           | Франція |      | 12        |
| РСЗВ                     | RM-70                 | ЧССР    |      | 5         |
| РСЗВ                     | LAR-160               | Ізраїль |      | 5         |
| Гаубиця                  | 122-мм Д-30           | СРСР    |      | 6         |
| Гаубиця                  | 105-мм M101           | США     |      | ?         |
| Гаубиця                  | 152-мм Д-1            | СРСР    |      | 26        |
| Самохідна гаубиця        | 122-мм SH3            | КНР     |      | ?         |
| Батальна гвинтівка       | FN FAL                | Бельгія |      |           |
| Автоматичний карабін     | AK-47                 | СРСР    |      |           |
| Автоматичний карабін     | Vektor R5             | ПАР     |      |           |
| Автоматичний карабін     | IWI Tavor             | Ізраїль |      |           |
| Автоматичний карабін     | Type 56               | КНР     |      |           |
| Великокаліберний кулемет | M2 Browning           | США     |      |           |
| Великокаліберний кулемет | ДШК                   | СРСР    |      |           |
| Єдиний кулемет           | Vektor SS-77          | ПАР     |      |           |
| Єдиний кулемет           | ПКМ                   | СРСР    |      |           |
| Пістолет-кулемет         | Uzi                   | Ізраїль |      |           |
| Самозарядний пістолет    | Browning Hi-Power     | Бельгія |      |           |
| Пускова установка        | РПГ-7                 | СРСР    |      |           |

### Повітряні сили
Після здобуття незалежності в 1962 році з бельгійською допомогою було сформовано Повітряні сили Руанди (фр. Force aérienne rwandaise). З 1972 року перше сучасне обладнання почало надходити у вигляді семи Aérospatiale Alouette III. Інші поставки включали Aérospatiale Gazelle, Britten-Norman Islander, Nord Noratlas, озброєні SOCATA Guerrier та AS.350 Ecureuil. Після початку бойових дій між РПФ та урядом у 1990 році більшість літаків були збиті, зруйновані на землі або розбиті. Повітряний флот було майже повністю знищено.
Протягом грудня 2012 року місією ООН в Південному Судані (МООНПС) було направлено авіаційний блок з трьох вертольотів. Руандійська авіаційна група згодом була збільшена до шести вертольотів, як повідомляється, Ми-17.
За даними журналу FlightGlobal, станом на 2020 рік, на озброєнні повітряних сил Руанди були 2 транспортних літаки і 21 багатоцільовий і бойовий вертоліт.

Знак на кіль

| Тип        | Виробництво | Призначення                  | Кількість | Примітки    |        |
| Літаки     | Літаки      | Літаки                       | Літаки    | Літаки      | Літаки |
| ---------- | ----------- | ---------------------------- | --------- | ----------- | ------ |
| Cessna 208 | США         | транспортний літак           |           | замовлено 2 |        |
| DA42       | Австрія     | транспортний літак           | 2         |             |        |
| Вертольоти |             |                              |           |             |        |
| Ми-17      | СРСР        | багатоцільовий вертоліт      | 12        |             |        |
| Ми-24      | СРСР        | транспортно-бойовий вертоліт | 5         |             |        |
| SA.342     | Франція     | багатоцільовий вертоліт      | 4         |             |        |

- Знак на кіль